# Edgar Moosdorf
Edgar Moosdorf (geb. 21. Mai 1948 in Belgern) ist ein ehemaliger deutscher Fußballspieler. Er kam für den 1. FC Lokomotive Leipzig in der DDR-Oberliga zum Einsatz.
In seiner Jugend spielte Moosdorf bei den unterklassigen Mannschaften von Belgern und Rackwitz. 1970 kam er zum 1. FC Lok. Von 1970 bis 1974 bestritt er insgesamt 20 Spiele in der Oberliga und erzielte dabei ein Tor. In der Saison 1971/1972 kam er außerdem in zwei Pokalspielen zum Einsatz. Einen Stammplatz konnte er nicht erobern. Nur fünf seiner Oberligaspiele bestritt er über die volle Spielzeit. Meist spielte er im Mittelfeld. Die meisten Einsätze (12) hatte er in der Saison 1972/1973.
1974 verließ er den 1. FCL und schloss sich der BSG Chemie Torgau an, bei der er bis 1983 spielte und anschließend als Trainer aktiv war (nach der Wende beim Nachfolgeverein TSV Blau-Weiß Torgau). Beruflich war er bei einer Torgauer Maschinenbau-Firma als Schlosser tätig.
2005 verabschiedet Edgar Moosdorf sich dann endgültig vom Fußball, zuletzt war er neun Jahre mit seinem Sohn Falk Moosdorf Trainer beim SV Roland Belgern gewesen. 